# Synagoge (Cieszanów)

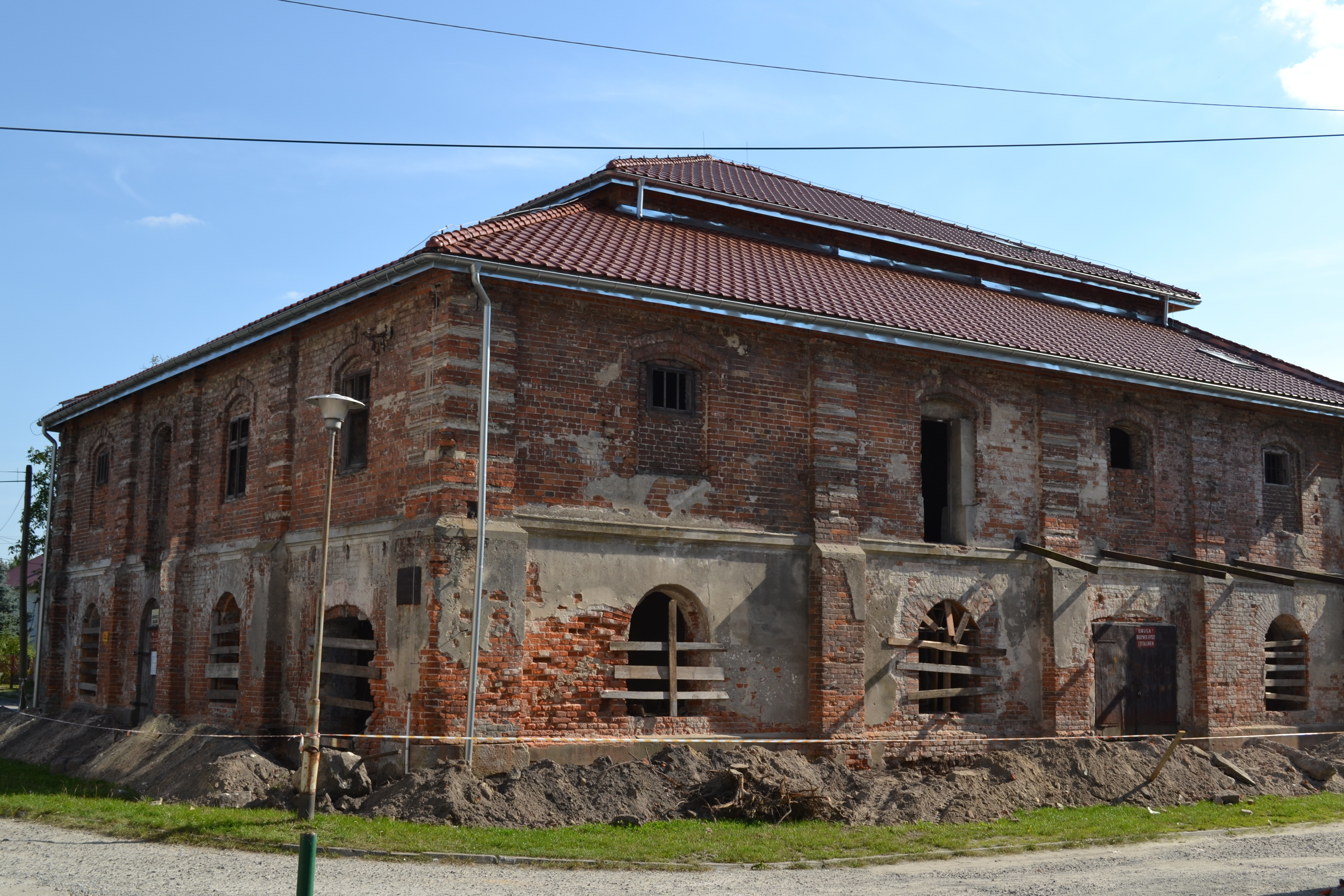
Synagoge in Cieszanów (2014)

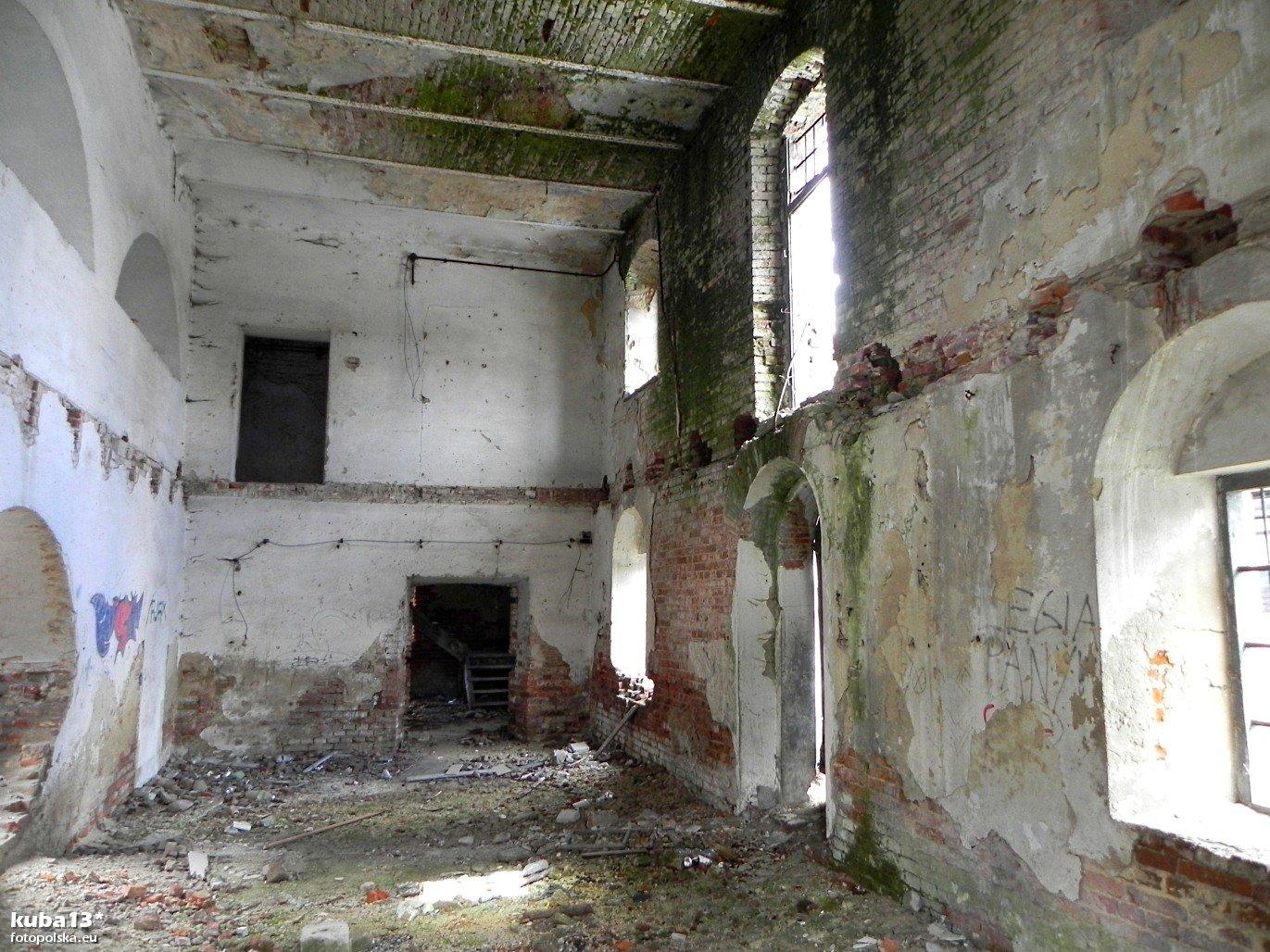
Innenansicht

Die Synagoge in Cieszanów, einer polnischen Stadt in der Woiwodschaft Karpatenvorland, wurde 1889 erbaut. Die profanierte Synagoge mit der Adresse ulicy Skorupki 7 ist ein geschütztes Kulturdenkmal.
Das ungenutzte Synagogengebäude aus Ziegelmauerwerk war lange dem Verfall preisgegeben. Im Jahr 2014 wurde das Dach erneuert.